# Cordulecerus praecellens
Cordulecerus praecellens är en insektsart som först beskrevs av Gerstaecker 1885.  Cordulecerus praecellens ingår i släktet Cordulecerus och familjen fjärilsländor. Inga underarter finns listade i Catalogue of Life.